# 鄭貽林

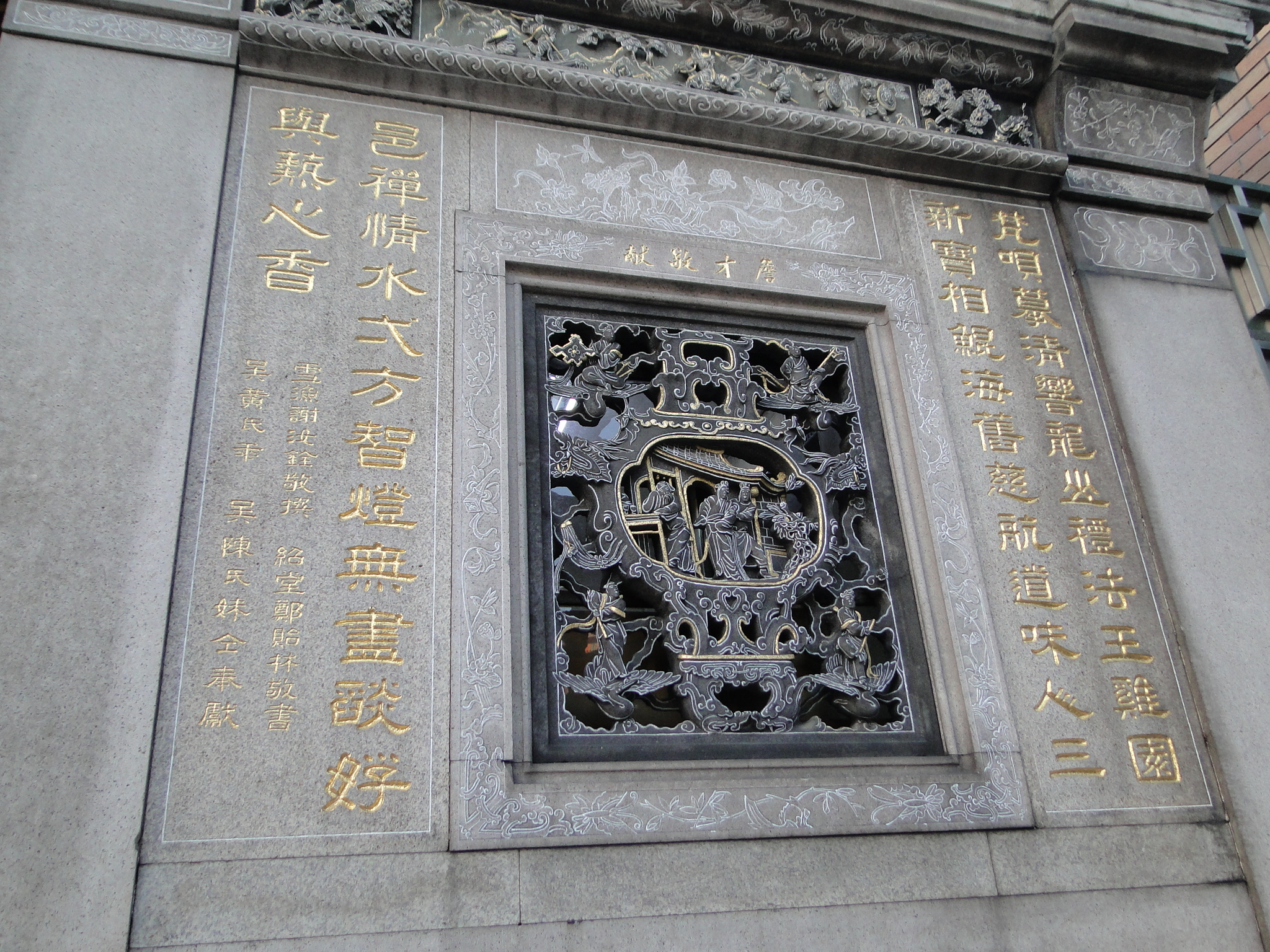
艋舺龍山寺之鄭貽林書法

鄭貽林（1859年5月5日—1925年9月8日），字登如，號紹堂，臺灣彰化縣鹿仔港堡（今鹿港鎮）人，原籍福建泉州府:49:333，為詩人、書法家，貢生出身。

## 生平
鄭貽林生於咸豐九年（1859年）農曆四月初三日:49，父鄭虎，母蘇益:333。21歲時前往臺灣，在鹿港設教，24歲參加歲試，受臺灣兵備道劉璈取進彰化縣學（今彰化孔子廟），其後因「捐金振卹」，以增生援例授貢生:49:333。
其自幼即喜好臨摹周、秦、漢、魏一代之碑帖，擅長隸書，風格受呂世宜影響:49:333，當時與鄭鴻猷並稱「鹿港書家之雙璧」。1899年受聘擔任鹿港公學校（今鹿港國小）漢文教師:49，1909年離職，一度至馬興益源家族任教，後以私授隸書及漢文謀生:333，《臺灣日日新報》曾報導其赴臺北、嘉義、臺南等地參訪的盛況:333。1920年文學家佐藤春夫前去臺灣遊歷，至鹿港時曾拜訪鄭貽林:333。
又能詩，為鹿苑吟社社員:49:333，亦是大治吟社顧問，曾署其書齋為「書草堂」:333，霧峰林家成員林朝崧稱其「板橋書法兼工隸，秋水才華並善詩」:49:333。1925年9月8日過世，享壽66歲。

## 家庭
妻黃益，長男鄭啟中早逝，後收養鄭啟怨及鄭氏抱治為子嗣:333。